# V. Miklós pápa
V. Miklós (Sarzana, 1397. november 15. – Róma, 1455. március 24.) uralkodói nevet választva ülhetett fel a katolikus egyház trónjára történetének 208. pápája 1447-től haláláig. Személyében alapjaiban új fejezet kezdődött a pápaság történetében. Miklós pontifikátusa alatt vált világossá, hogy a középkori egyház felépítése és vezetése fordulópontjához ért, és új útra lépett. A középkori, feudális egyházszervezet válsága a nyugati egyházszakadásban bontakozott ki. A látványos összeomlás után Miklós a reneszánsz és ami sokkal fontosabb, a humanizmus oszlopaira építette fel az új pápaságot. A történelmi leírások ugyan már V. Mártonnál megemlítették, hogy a humanizmus előtérbe került bizonyos esetekben, mégis V. Miklós tekinthető az első igazán reneszánsz egyházfőnek. Uralkodásának nyolc éve zajos történelmi eseményekkel haladt előre. Miklós regnálása alatt tartották az ötödik Szentévet és ebben az időben esett el végleg Konstantinápoly. A politikai eseményeket Miklós pontifikátusa során folyamatosan végigkísérte a művészetek pártolása és Róma szépülése.

## Élete a pápai trón előtt
Tommaso Parentucelli néven született a liguriai Sarzana városában 1397. november 15-én. Apja ebben a városkában volt orvos, amely akkoriban a kis városokban nem jelentett gazdag megélhetést. A szerény körülmények között cseperedő Tommaso apja tudásvágyát örökölte, és családja is igyekezett ebben segíteni. A Bolognai Egyetemre iratkozott be, de hamarosan meghalt apja, így tanulmányait is félbe kellett szakítania. Firenzébe utazott, ahol a város két befolyásos nemesi családjánál, a Strozziknál és az Albizziknál lett magántanár. A gazdag toszkánai családok udvarában ismerkedett meg a humanizmussal. Az emberközpontúságot valló tudósoktól sokat tanult, és ezzel a szellemmel átitatva 1419-ben, elég pénzt összegyűjtve, visszatért a Bolognai Egyetemre. Itt három éven belül diplomát szerzett teológiából. Kiváló képességei miatt már egyetemi évei alatt feltűnt a város püspökének, Niccolò Albergatinak, aki maga mellé vette, és saját költségén tovább oktatta. Tanulmányi körútra küldte Franciaországba, Németországba és Angliába. A hosszú tanulmányok során Tommaso a könyvek megszállottja lett. Gyűjtötte ezeket, és megtanulta a díszes iniciálék és a könyvkötészet mesterségét is. Hazatérte után közel húsz éven keresztül Albergati püspök mindenese volt. Kritikusai szerint az ifjú Tommaso inkább az a fajta ember volt, aki kiválóan tárolta a tudást, semmint az, aki újításokat talált volna ki. Nem volt reformer alkat. Fejében összeállt enciklopédiája azonban nagy szolgálatot tett mesterének és a pápáknak is.
Az 1431-ben Bázelben megnyitott zsinatra nem utazott el, de annál nagyobb szerepet vállalt a IV. Jenő pápa által összehívott ferrarai zsinaton. Itt a pápa leginkább Tommaso tudására támaszkodott, a görög egyházzal való uniós tárgyalásoknál. Jenőt leginkább a dogmatikai és elvrendszeri kérdésekben nyűgözte le Tommaso munkálkodása. A zsinat után maga mellé hívta a pápai udvarba, de ő inkább Bolognában maradt mestere mellett. Amikor 1444-ben Albergati meghalt, Jenő őt szentelte fel a város püspökévé. Ekkorra már a végletekig elmérgesedett a bázeli zsinat és Jenő szembenállása, és V. Félix, a zsinat által megválasztott ellenpápa Bolognában is felkavarta az indulatokat. A városban fellángoló harcok elől Rómába menekült, ahol közeli kapcsolatba került a bíborosi kollégiummal és magával, Jenő pápával is. Az egyházfő több fontos diplomáciai útra is felkérte. Itáliába és Németországba utazott Jenő követeként, és mindig sikeresen tért vissza a kúriába. Kitűnő szolgálataiért Jenő 1446 decemberében a Santa Susana-templom bíborosává tette meg őt. A következő év februárjában Jenő meghalt. A Rómában összeülő konklávé egyöntetűen Parentucelli bíborost választotta meg az egyház fejének. 1447. március 6-án Tommaso elfogadta a választást, és Albergati püspök tiszteletére felvette az V. Miklós uralkodói nevet.

## Reneszánsz pontifikátus

### A megújuló Róma és Vatikán
Miklós trónra lépése új színeket hozott a pápai kúriába. Amellett hogy az egyházfő igyekezett megfelelni a hivatali teendőinek, végig nagy hangsúlyt helyezett az Új Tanításra, a reneszánsz művészetre és a humanista világnézet széles körű elterjesztésére. A konciliarizmus ideje lejárt, és a pápának nem kellett egyházszakadásoktól tartaniuk. Éppen ezért Miklósnak lehetősége nyílt arra, hogy elvi meggyőződéseit, és a Firenzében elsajátított gondolatokat a gyakorlatban is támogassa. A pápaság avignoni fogsága, a nagy nyugati egyházszakadás Róma városának pusztulását idézte elő. Mindig voltak időszakok, amikor megújulhatott a város, de az ideiglenes fellángolások kora után Miklós a reneszánsz szellemében egész másként fogott hozzá az örök város újjáépítésének. Legfőbb vágya az volt, hogy a kor legkiválóbb reneszánsz művészeinek segítségével Rómát a keresztény világ méltóan csillogó központjává tegye. Trónra lépése után nem sokkal a város védelmi rendszerét újította fel és erősíttette meg. A városfalak, a kapuk és a római erődök, köztük az Angyalvár is újra megerősödhetett. A falakat a szokásos körmenet stációtemplomainak rendbehozatala követte. A legszükségesebb változtatások után Miklós lakhatóbb várost, emberibb közterületeket és környezetet akart teremteni, uralkodók közül talán elsőként. Feltakaríttatta és újrakövezte a város utcáit. Ezek után megszervezte a szemét elszállítását is. Ezek után a hajdan a város büszkeségének számító vízvezetékeket állíttatta helyre. Miklós regnálásának kezdetén a vízellátás komoly nehézséget okozott a városnak. Közkutak alig akadtak, a gazdagok magánkútjaikból nyerték a frissítő vizet. A legtöbben a sárgán hömpölygő Tiberisből merték ki a szükséges vizet. Ezért Miklós újjáépíttette az Aqua Virgo-t, amely eredetileg Agrippa utasítására készült még Krisztus születése előtt. A megújult kút kivezetőjéhez Leon Battista Alberti egy egyszerű medencét tervezett, amelyből évek múltán kialakult a Trevi-kút.

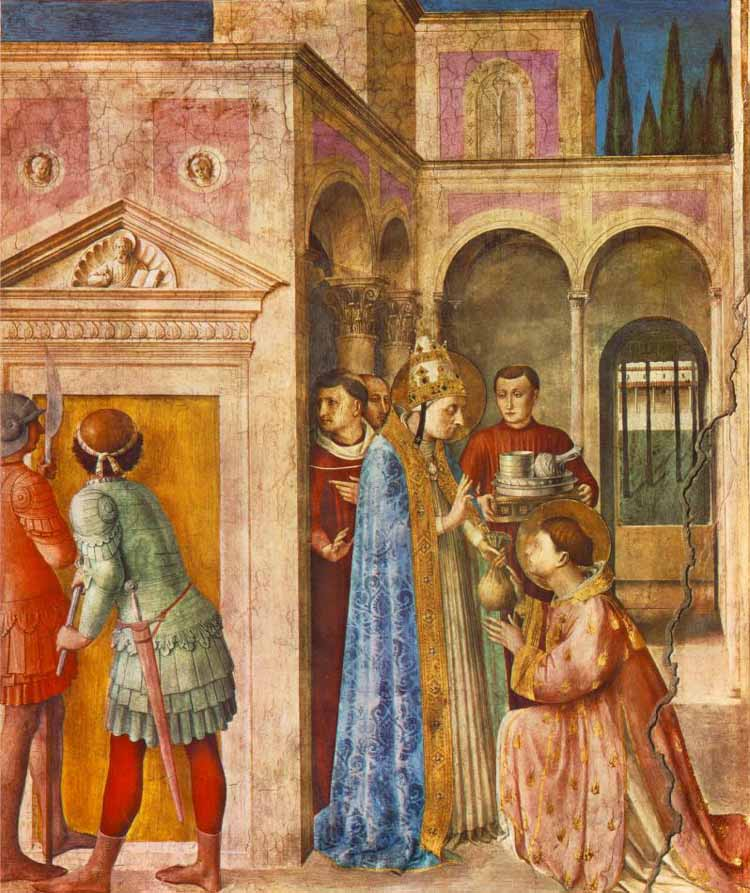
Fra Angelico freskója a vatikáni Miklós-kápolnából. A képen Szent Lőrinc fogadja az egyház kincsit.

Miklós legfőbb vágya a város teljes átépítése mellett három fontos római helyszín reneszánsz kialakítása volt. Az egyik a Szent Péter-bazilika volt, amely a tervei szerint a pápaság hatalmának allegóriájaként kellett, hogy átalakuljon. Miklós éppen ezért a bazilika több eredeti szárnyát is lebontatta, hogy helyére a reneszánsz elképzelések alapján új épületet emeljenek. A lebontott ősi falak miatt sokan bírálták Miklóst, aki mindemellett a régi korok és főleg az antik építmények rajongójának számított. Az ősi alapokon álló San Paolo fuori le Mura-bazilika Miklós alatt teljesen megújult, megerősödött. Róma antik épületei is megbízható támogatóra találtak Miklós személyében. A pápa másik szíve ügye a Vatikán rendezése volt. A pápai palota pompája elsőként az ő pontifikátusa alatt bontakozott ki, és ettől kezdve a pápák hivatalos rezidenciájává vált a Vatikán-domb. A Miklós által építtetett palota részei helyenként még mindig láthatóak. A Szent Damasus-udvar nyugati része és a San Lorenzo-kápolna is az ő korából származik. Ez utóbbinak freskóit Fra Angelico készítette el, éppúgy, mint a lateráni pápai palota egyes freskórészleteit.
Az építészeti emlékek mellett óriási jelentősége volt Miklósnak abban, hogy a korábban a kúria által elítélt humanizmussal szinte elárasztotta az egyház központját. A korábbi egyházfők alatt a humanisták ugyan esetenként élvezték a pápa támogatását, az mégsem vált egészében elfogadott eszmerendszerré. Többször eretneknek bélyegezték az emberközpontú világnézet híveit. Ennek legnagyobb tanúbizonyságaként a kor egyik legnagyobb humanista tudósát, Lorenzo Vallát tette meg pápai jegyzőnek. A reneszánsz tehát meggyökeresedett a pápai udvarban. Miklós régi szeretete a könyvek iránt egyházfőként sem múlt el. Mind a mai napig egyedülálló gyűjteménnyel gazdagította a kilencezer kötettel újraalapított Vatikáni Apostoli Könyvtárat. A krónikák szerint a pápa mérhetetlen tudásszomját igyekezett kielégíteni ebben a könyvtárban. Gyakran hosszasan sétálgatott kincset érő gyűjteménye között. Humanista tudósainak állítólag a következőt mondta, amikor azok az óriási könyvtárról kérdezték: "Becsüljétek meg, nem lesz mindig egy Miklós közöttetek." Az antik dolgok szeretete is átjárta a pápát, amikor könyvtárát kialakította. Hatalmas vagyont költött a különböző ókori görög művek latinra fordítására. Az új eszme abban ragadható meg, hogy Miklós nemcsak a vallásos tartalmú könyveket, iratokat fordíttatta le, hanem a pogány műveket is. Így élte túl a történelem viharait Homérosz eposza, Platón gondolkodásmódja és még egy sor ismert ókori tudós vagy író műve. A pápai másolóműhelyben ezek sokszorozódtak, és elősegítették az antik műveltség elterjedését Európában. Miklós hivatalnokai egyébként gyakran járták a világot könyvritkaságok felkutatása végett. Kolostorok, paloták elhanyagolt gyűjteményei kerültek így a Vatikánba. Mint a könyvtár egyik legfőbb védelmezője, Miklós arcképét a Vatikáni Apostoli Könyvtár falára festették fel, amely mind a mai napig ott látható.

### A Szentévtől Porcaróig
A reneszánsz művészetnek és a humanista felfogásnak tett nagy érdemei mellett Miklós uralkodási módszereit is igyekezett ezen elvek alapján kialakítani. A pápai teendők és a politikai ügyek terén is kiemelkedő fontossággal bírt Miklós uralma. Trónra lépése után az új egyházfő kiváló politikai taktikázással két év alatt megszüntette a hatalmát fenyegető egyházszakadást. Elsőként 1448. február 17-én Bécsben megkötötte III. Frigyes német-római császárral a bécsi vagy aschaffenburgi konkordátumot. Ebben a megegyezésben a Zsigmond utódjaként a trónra emelt Frigyes elismeri a bázeli zsinat pápaellenes elemeinek eltörlését. A konkordátum csak némi vita után jöhetett létre, ugyanis a német klérus több Bázelben született döntéshez ragaszkodott, de mivel ezek nem sértették alapjaiban a pápai hatalmat, Miklós gyorsan lezárta a tárgyalásokat. Ezzel a megállapodással elvágta a bázeli zsinat még ülésező maradékának utolsó reményeit is. A Habsburg-ház és a német területek támogatása nélkül a zsinat minden támogatót elvesztett. V. Félix, miután a zsinattal sem tudott megegyezni, 1449. április 7-én önként lemondott ellenpápaságáról. Ezzel végleg megszűnt a római pápa hatalmát fenyegető egyházszakadás. Pár hét múlva a Lausanne-ba átköltözött bázeli zsinat is feloszlott.

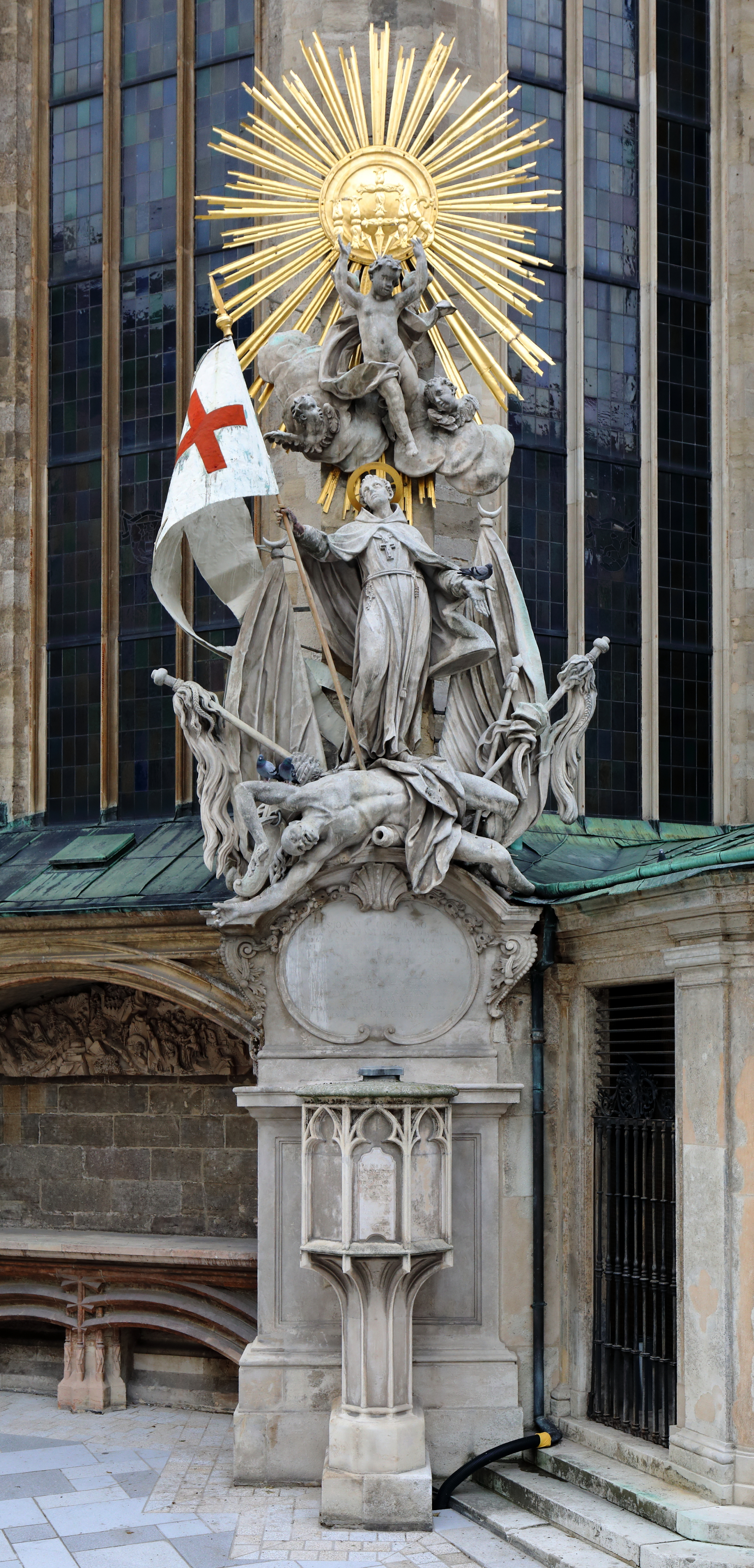
Kapisztrán Szent János szobra a bécsi Stephansdom oldalán

A veszély elhárítása után Miklós úgy döntött, hogy a hosszú nehéz évek után ideje újra Rómában ünnepelni a pápaságot és az egyházat. Ezért 1450-ben meghirdette az ötödik Szentévet. A meghirdetett eseményre hatalmas tömeg érkezett az örök városba. A zarándokok óriási vagyont hagytak a vatikáni kincstárban, amelyből Miklós finanszírozni tudta a város reneszánsz átalakulását, és sokszor a szegényeket is megsegítette belőle. De az óriási tömeg egyúttal veszélyt is jelentett a városra. A meleg nyár beállta után az Alpokon túlról érkező vendégek pestist hoztak magukkal, és a Szentév nyarán elborította Rómát a járvány. Miklós kétségbeesetten menekült el a városból, egyik vidéki palotájából a másikba. A fekete halál elmúltával a pápa újra visszatért a városba, hogy fogadja azoknak a német hercegeknek a hódolatát, akik a konstanzi és a bázeli zsinat hívei voltak. A tömeges zarándoklat hamarosan újabb katasztrófához vezetett. Az Angyalvárhoz ívelő Sant’Angelo-híd leszakadt a súly alatt, ezzel több száz ember halálát okozva. Miklós humanistaként az emberi életet mindennél többre becsülte, megismételhetetlen isteni alkotásként gondolt embertársaira. A baleset emlékére két kápolnát állíttatott fel az újjáépített híd lábainál a katasztrófa áldozatainak emlékére.
A gazdag, erkölcsileg is megújult pápai udvar tehát a Szentév környékére az egyházszakadást is felszámolta. A megosztott európai kereszténységben Miklós meg akarta erősíteni elismertségét, ezért két kiváló bíborost és egy ferences szerzetest indított útnak szerte Európában. D’Estouteville kardinális Franciaországba tartott, Niccolò di Cusa bíboros pedig Angliába és Németország északi területeire. A később szentté avatott Kapisztrán János pedig a Német-római Birodalom déli területei felé, Csehországba, Magyarországra és Lengyelországba indult el. Mindhármójuk célja az volt, hogy a nemzeti egyházakat és az uralkodókat megerősítsék a római pápa uralma alatt. Az Európaszerte megtartott zsinatok, a pápát megerősítő szerződések mindenhol Miklós sikerét visszhangozták. 1452-ben Miklós a kölcsönös elismerés szimbólumaként Rómában császárrá koronázta III. Frigyest. Ezzel a Habsburgok helyzete megszilárdult a német-római trónon, ugyanakkor Frigyes volt az utolsó császár, akit Rómában koronáztak meg. 1452. június 18-án Miklós kiadta a Dum diversas kezdetű bulláját, amelyben V. Alfonznak, Portugália királyának engedélyezte, hogy a hitetlen foglyokat örökös rabszolgaságba hajtsa. Ezzel tulajdonképpen megkezdődött az afrikai rabszolga-kereskedelem.
A dicsőséges pontifikátus mellett Miklós uralmának árnyoldalai is voltak. A pápa sokat szenvedett egy Stefano Porcaro nevű római politikustól, aki a pápai hatalom ellen lázította Róma városát, és a köztársaság visszaállítását követelte. A pápa uralkodásának alapvető elve volt, hogy az alattvalók érdekeit követve, azok szeretetét elnyerve kormányozzon. Ez nagyrészt teljesült is, de Porcaróval nem tudott megbékélni. Kétszer már elfogták a pápai gárdisták, de Miklós mindig kegyelmet adott neki, a halálos ítéletet humanista meggyőződése miatt kerülte. A köztársaságpárti Porcaro harmadik próbálkozása kis híján romba döntötte a város legszebb részeit, ezért végül 1453 januárjában Miklós beleegyezett Porcaro kivégzésébe. A halálos ítélet mélyen megviselte a pápát.

### Konstantinápoly bukása

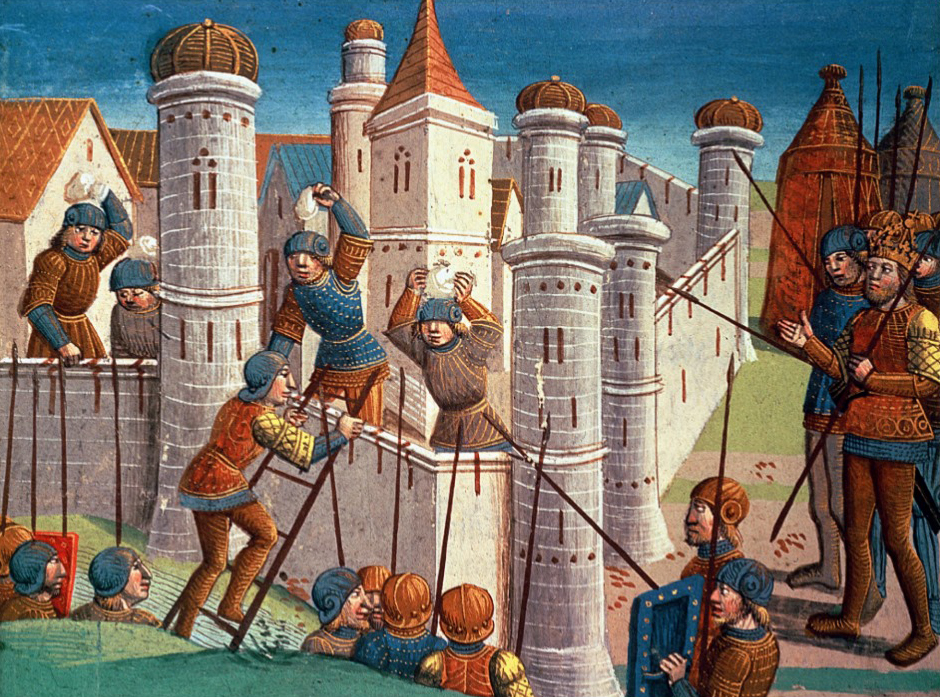
Konstantinápoly ostroma

Amikor még a bolognai püspök szolgálatában a ferrarai zsinatra érkezett, majd onnan Firenzébe követte a IV. Jenő által összehívott gyűlést, nem sejtette, hogy évek múltán az egyház fejeként újra tárgyalni fog a keleti egyházak vezetőivel. Az Itáliából hazatérő görög püspökök átlátták a szövetség politikai tartalmát, de a bizánciak nem voltak hajlandóak elfogadni az uniót. A keleti egyház vezetőit lesújtotta a hír, hogy a keresztény seregek 1444-ben Várnánál vereséget szenvedtek. Ezek után 1448-ban a második rigómezei csata is kudarcot hozott, és így lassanként az egész Balkán-félsziget területe a hitetlen törökök kezére került. XI. Konstantin császár kétségbeesett leveleket írt a körülzárt Konstantinápolyból Miklós udvarába, és segítséget kért a római egyházfőtől. A pápa emlékeztette a császárt a Ferrarában tett ígéretének betartására, és először csak az egység tényleges helyreállítása után akart segítséget nyújtani a városnak. A törökök fenyegetése miatt mégis másként határozott, és 1452 májusában Konstantinápolyba küldte pápai legátusként a görög származású Izidor bíborost. A kardinális feladata az volt, hogy a ferrarai szerződésnek szerezzen érvényt, és tárgyaljon a katonai segítségnyújtásról. Noha a császár és a főpapok, Gregoriosz pátriárkával együtt december 12-ére mindent megígértek a katonai segítségért, a konstantinápolyiak gyűlölték a megalázó uniót. A szállóigévé vált bizánci mondás ekkor is többször felhangzott, miszerint inkább a szultán turbánja uralja a várost, mintsem a római pápa tiarája.
Végül hosszas egyeztetés után Rómából tíz gálya indult útnak Konstantinápoly megsegítésére. Ezeket genovai, velencei és nápolyi hajók is kísérték. De az útnak indult felmentősereg elkésett. Mire a pápa felségjele alatt hajózó flotta elérte volna a Boszporuszt, Konstantinápoly elesett. 1453. május 29-én végleg megszűnt a Római Birodalom utolsó fennmaradt részlete, Bizánc és XI. Konstantin is örökre elveszett. A hírek mélyen lesújtották Miklóst, és azonnal keresztes háborút hirdetett meg a hajdani császárváros felszabadítására, de a szent háború már nem érdekelte a keresztény udvarokat. A pápa tehetetlenül nézte végig Konstantinápoly pusztulását.

### Az utolsó évek lelki megtörése
Miklós személyisége hordozta elsőként a pápaság történetében azokat a jegyeket, amelyek később a pápák erkölcsi és uralkodási magatartásáról általánossá vált. Miklós humanista szemlélete annyira rányomta bélyegét gondolkodásmódjára, hogy Porcaro kivégzése és ezután néhány hónappal Konstantinápoly eleste érezhető változásokat hozott a pápa hangulatában. Miklós 1453 után lelkileg megtört, és ez hamarosan egészségi állapotán is meglátszott. Az idősnek semmi esetre sem mondható egyházfő lassan végleg elhervadt, és végül 1455. március 24-én éjjel meghalt. Sírját a Szent Péter-bazilikában helyezték el IV. Jenő mellett, majd később a bazilika altemplomába helyezték át, ahol síremlékének részei mind a mai napig láthatóak.

## Művei
- Documenta Catholica Omnia (latin nyelven). (Hozzáférés: 2011. december 6.)

| Előző pápa: IV. Jenő | Római pápa 1447 – 1455 | Következő pápa: III. Kallixtusz |